# Biaffra
Biaffra és el sobrenom artístic del director artístic basc Arturo García Otaduy (Bilbao, 30 d'abril de 1964). Va estudiar Belles Arts a Bilbao, on va conèixer José Luis Arrizabalaga Aguirrebengoa Arri amb qui va obrir una galeria d'art on organitzaven activitats culturals diverses. També fou dibuixant de còmics alternatius entre 1983 i 1986. Alhora ell i Arri feien proves per decorats de cinema i en una exposició d'art van conèixer Álex de la Iglesia amb qui va treballar com a dissenyador de producció i com a director artístic de les seves principals pel·lícules com Acción mutante (1993), El día de la bestia (1995), Perdita Durango (1997), Muertos de risa (1999), La comunidad. Va guanyar el Goya a la millor direcció artística per El día de la bestia (1995) i Las brujas de Zugarramurdi (2013) i en fou nominat per La comunidad (2000) i Mi gran noche (2015), tots ells amb Arrizabalaga.

## Filmografia
- Acción mutante (1993)
- Justino, un asesino de la tercera edad (1994)
- El día de la bestia (1995)
- Matías, juez de línea (1996)
- Perdita Durango (1997)
- Atilano, presidente (1998)
- Torrente, el brazo tonto de la ley(1998)
- El corazón del guerrero (1999)
- Muertos de risa (1999)
- La comunidad (2000)
- 800 balas (2002)
- Crimen ferpecto (2004)
- Torrente 3: El protector (2005)
- Los cronocrímenes (2007)
- Pagafantas (2009)
- Tensión sexual no resuelta (2010)
- Las brujas de Zugarramurdi (2013)
- Mi gran noche (2015)
- Perfectos desconocidos (2017)